# Byron, Illinois
Byron là một thành phố thuộc quận Ogle, tiểu bang Illinois, Hoa Kỳ. Năm 2010, dân số của thành phố này là 3753 người.

## Dân số
Dân số qua các năm:
- Năm 2000: 2917 người.
- Năm 2010: 3753 người.